# Chrám svatého Ducha (Šumperk)
Chrám svatého Ducha je pravoslavný chrám v Šumperku. Je nejmladším kostelem šumperského okresu, byl vybudován v byzantském slohu přispěním řecké pravoslavné církve v letech 1993–1998.

## Historie
Stavba chrámu je výsledkem práce početné řecké menšiny žijící v Šumperku a okolí. Na nákladech se podílely z více než 90 % athénské arcibiskupství a řecká pravoslavná církev. Základní kámen byl položen v r. 1993 a chrám byl vysvěcen 27. června 1998, v den svátku Svatého Ducha.

## Popis

### Exteriér

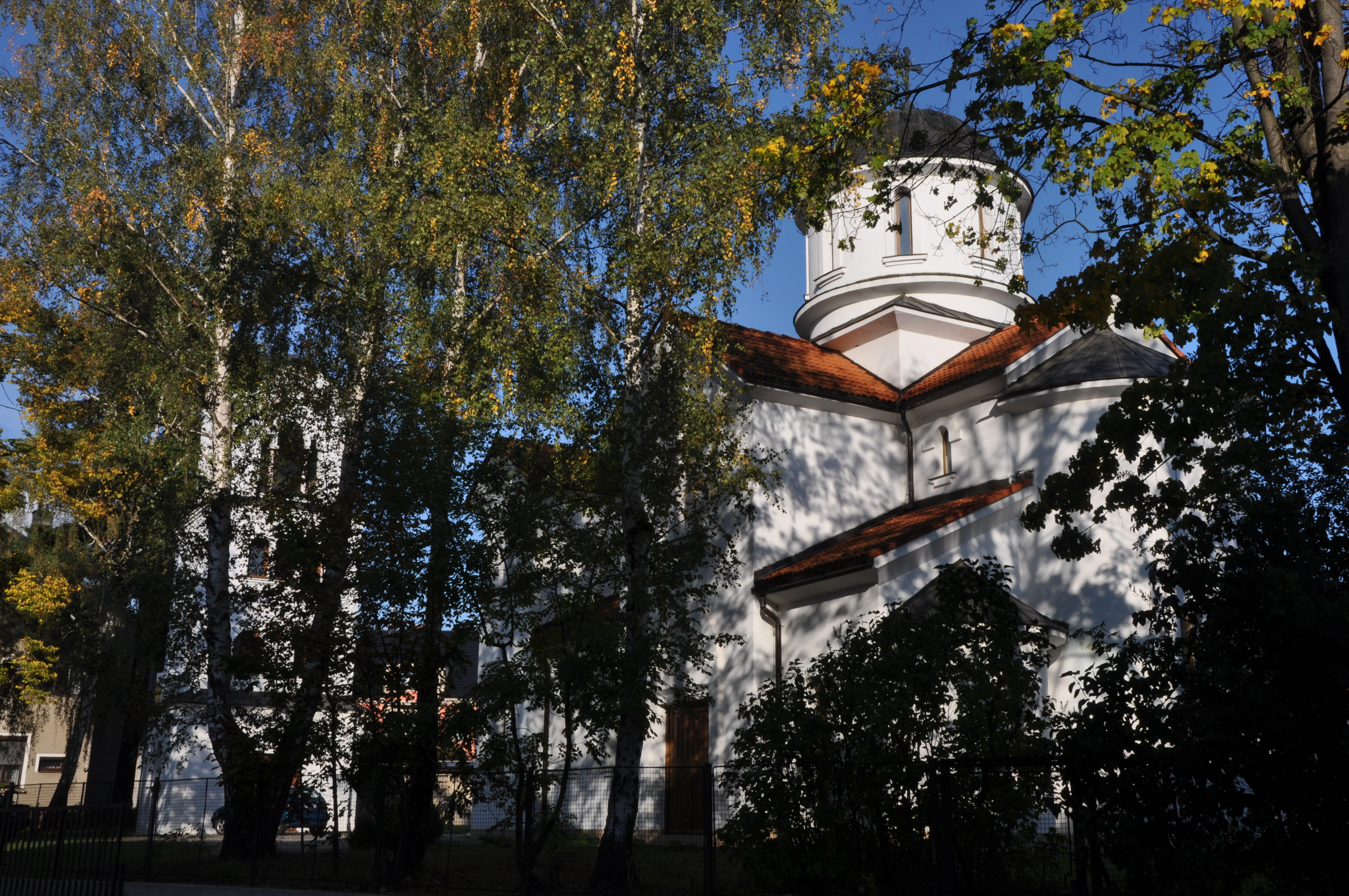
pohled od JV

Objekt chrámu je situován ve vilové čtvrtí města Šumperka na pozemku bývalého malého parku. Je součástí komplexu budov: chrám, zvonice, baptisterium a fara.
Vlastní chrám je replikou trojlodní baziliky z doby velkomoravské říše v Mikulčicích. Vznikl podle návrhu mnicha architekta Romana z monastýru Paraklit na hoře Athos (Řecko). Kopule chrámu připomíná hořící svíci, plamennou modlitbu a naději v Boha. Šest zvonů ve zvonici, stojící samostatně vedle kostela, se rozeznívá o svátcích a významných dnech byzantskými melodiemi. 
Chrám je kanonicky orientovaný východ-západ. Jeho půdorys je obdélný, zakončený třemi apsidami. Členění bočních stěn s nižšími přístavky vytváří v dojem pomyslného kříže, nad jehož středem se tyčí čtyřmetrová kruhová věž s kupolí, zakončená rovnoramenným řeckým křížem. Masivní plocha bílých stěn je členěna plasticky vystupujícími částmi a opticky je dělena okny v románském stylu ve dvou řadách nad sebou. Oblouky jsou plasticky zvýrazněny zdobnými šambránami. Obklady na fasádě jsou z vápence dovezeného z Řecka. Hlavnímu vstupnímu průčelí dominují členěné dubové dveře, nad nimiž je umístěna pamětní deska zasvěcení chrámu. Do chrámové lodi jsou ještě dva boční vstupy a dveře do boční sakristie. Hlavní prostory nad pomyslným křížem jsou kryty sedlovou střechou, nad nízkými bočními přístavky střechou pultovou.

### Interiér
Celý chrám je mluvící a učící ikonou. V širším smyslu představuje chrám celý vesmír, požehnaný přítomností Boží a určený k přinášení Kristovy oběti a k proměně člověka a celého světa. Stejně jako vesmír je i chrám v této symbolice rozdělen na nebe a zemi. Oltářní část je obrazem světa duchovního a chrámová loď je obrazem světa viditelného. Tyto dva světy jsou odděleny dřevěnou přehradou zvanou ikonostas, který představuje rozdělení světa viditelného a neviditelného, lidského a božského, které není smazáno, nýbrž překonáno Boží milostí (během bohoslužeb se otevírají královské dveře ikonostasu a samotná bohoslužba je komunikací těchto dvou světů).
Vnitřní prostor chrámu je rozdělen na tři části: narthex, chrámovou loď a oltář (kněžiště). Oltář je od chrámové lodi oddělen jednak vyvýšením (třemi stupni) a jednak zděným ikonostasem. Chrámová loď je opticky rozdělena osmi nosnými sloupy vytvářejícími dojem podélného kříže, nad jehož středem je kupole věže. Nad narthexem je oproti chrámové lodi snížen strop, a vzniká tak místo pro kůr, který je přístupný točitým schodištěm. Denní světlo vniká do chrámové lodě okny se zvýšeným parapetem, oltář a ikonostas jsou osvětleny tzv. bazilikálním osvětlením. Styl interiéru je podřízen řecké tradici dárců. Podlaha a obklad stěn do výše parapetu jsou provedeny ze světlého mramoru. Celý chrám je vymalován bíle, aby na stěnách mohly postupně vznikat ikony znázorňující jednotlivé příběhy Starého a Nového zákona nebo být vymalovány postavy apoštolů, světců, či mučedníků a biskupů. 

### Vybavení
Výbavu interiéru tvoří převážně ikony, část z nich je zavěšena na ikonostasu. Vnitřní vybavení chrámu, včetně ikon, vytvořili mniši z řeckých klášterů, některé ikony darovaly řecké pravoslavné rodiny. Do kopule oltářní apsidy náleží ikona Bohorodice Oranty. Dle pravoslavné tradice je v kopuli věže místo pro nástěnnou ikonu Krista Pantokratora a zároveň je spuštěn dvanácti svícnový kolový lustr panikadilo s elektrickými svíčkami. Tento velmi hodnotný lustr je darem společnosti Přátel svaté Hory Athos. Dle tradice je zde poměrně málo sedadel, vyřezávaných křesel v řeckém stylu. Celý interiér doplňují analoje a široké kruhové svícny, vystavené před ambonem s ikonami Matky Boží a Spasitele. 